# 덴진촌 (도야마현)
덴진촌(天神村)은 도야마현 시모니카와군에 있던 촌이다.

## 역사
- 1889년 4월 1일 - 정촌제 시행에 의해 시모니카와군 덴진촌이 성립하였다.
- 1952년 4월 1일 - 우오즈정, 미치시타촌, 가미나카지마촌, 시모나카지마촌, 마쓰쿠라촌, 시모노가타촌, 가타카이다니촌, 가즈미촌, 교덴촌, 니시후세촌과 합병해, 우오즈시가 성립하였다.

## 참고문헌
- 『市町村名変遷辞典』東京堂出版、1990年。